# توشیهیرو هاسگاوا
توشیهیرو هاسگاوا (به ژاپنی: 長谷川敏裕،  زادهٔ ۲۴ اوت ۱۹۹۶) یک کشتی‌گیر آزادکار اهل کشور ژاپن است.
از افتخارات وی می‌توان به کسب مدال طلا بازی‌های آسیایی ۲۰۲۲ و مدال برنز قهرمانی کشتی جهان ۲۰۲۱ اشاره کرد.

## فعالیت حرفه‌ای

### قهرمانی کشتی جهان ۲۰۲۱
هاسگاوا در وزن ۶۱ کیلوگرم کشتی آزاد قهرمانی کشتی جهان ۲۰۲۱ اسلو شرکت کرد، او در مسابقه های اول تا سوم نیکو مگرله از آلمان، رحمان عموزاد از ایران و ادوارد گریگورف از لهستان را شکست داد اما در نیمه نهایی به عباس‌گادژی ماگومدف از روسیه باخت و به دیدار رده‌بندی رفت. وی در دیدار رده‌بندی تومنبیلگین توشینتولگا از مغولستان را شکست داد و مدال برنز را بدست آورد.